# Jürgen Paeke
Jürgen Paeke (* 18. September 1948 in Biesenthal) ist ein ehemaliger deutscher Gerätturner. Sein Heimatverein war der SC Dynamo Berlin und später der ASK Vorwärts Potsdam.
Er gewann mit der Mannschaft der Deutschen Demokratischen Republik (DDR) bei den Olympischen Sommerspielen 1972 in München eine Bronzemedaille im Mannschaftsmehrkampf. Im Einzelmehrkampf belegte er bei diesen Spielen den 28. Platz.
Bei DDR-Meisterschaften errang er 1971 im Ringeturnen und 1972 am Pauschenpferd zwei nationale Einzeltitel. Darüber hinaus wurde er von 1971 bis 1973 dreimal in Folge DDR-Vizemeister im Einzelmehrkampf.